# Tony Watt
 Anthony Watt  (Coatbridge, Escocia, 29 de diciembre de 1993) es un futbolista escocés. Juega como delantero y su equipo es el Partick Thistle F. C. del Campeonato de Escocia.

## Carrera
Watt hizo su debut con el Celtic el 22 de abril de 2012, luego de entrar como sustituto en la victoria por 3-0 sobre el Motherwell. Anotó dos goles en los siguientes cinco minutos de entrar como sustituto.
Hizo su debut en la Liga de Campeones de la UEFA el 21 de agosto de 2012. El 7 de noviembre del mismo año anotó en el minuto 83 su primer gol en la competición en el triunfo por 2-1 de su equipo sobre el F. C. Barcelona.

## Clubes
| Club                               | País       | Año       |
| ---------------------------------- | ---------- | --------- |
| Airdrieonians F. C.                | Escocia    | 2010-2011 |
| Celtic F. C.                       | Escocia    | 2011-2014 |
| Lierse S. K. (cedido)              | Bélgica    | 2013-2014 |
| Standard de Lieja                  | Bélgica    | 2014-2015 |
| Charlton Athletic F. C.            | Inglaterra | 2015-2017 |
| Cardiff City F. C. (cedido)        | Gales      | 2015-2016 |
| Blackburn Rovers F. C. (cedido)    | Inglaterra | 2016      |
| Heart of Midlothian F. C. (cedido) | Escocia    | 2016-2017 |
| Oud-Heverlee Leuven                | Bélgica    | 2017-2018 |
| St. Johnstone F. C.                | Escocia    | 2018-2019 |
| P. F. C. CSKA Sofía                | Bulgaria   | 2019-2020 |
| Motherwell F. C.                   | Escocia    | 2020-2022 |
| Dundee United F. C.                | Escocia    | 2022-2025 |
| Saint Mirren F. C. (cedido)        | Escocia    | 2023      |
| Motherwell F. C. (cedido)          | Escocia    | 2024-2025 |
| Partick Thistle F. C.              | Escocia    | 2025-     |

## Palmarés

### Títulos nacionales
| Título               | Club         | País    | Año     |
| -------------------- | ------------ | ------- | ------- |
| Scottish Premiership | Celtic F. C. | Escocia | 2011-12 |